# 태풍 베티 (1972년)
태풍 베티(Betty)는 1972년 8월 9일에 발생한 태풍 제14호이다.

## 해설

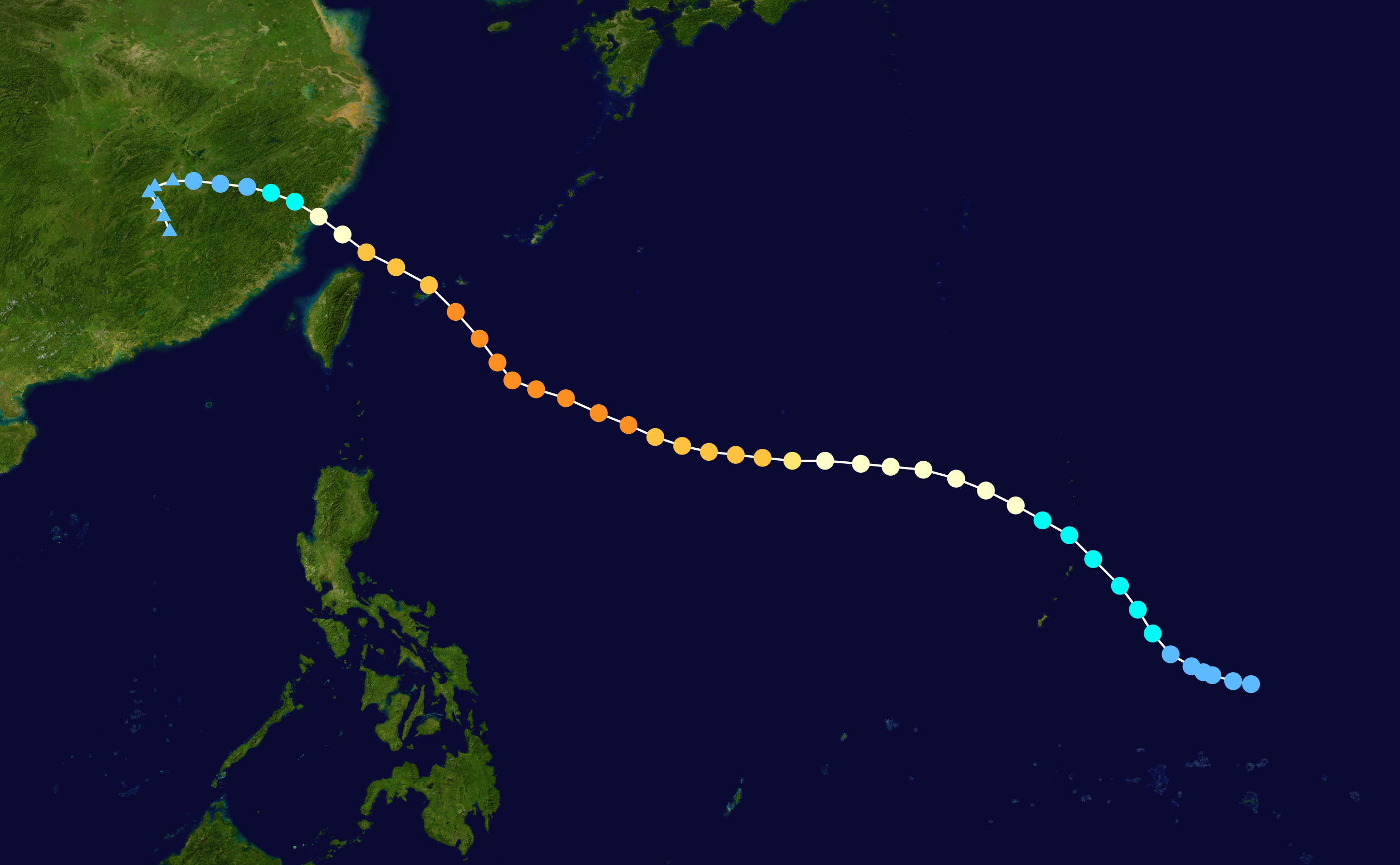
태풍 베티의 진로

8월 8일에 발생해 중국에 상륙한 후 열대성 저기압으로 약화된 태풍 베티에 의해서 생성된 강한 기압골이 8월 18일부터 8월 20일까지 대한민국 전역에 집중 호우를 뿌렸다. 이 호우로 인해 사망 실종 550명, 부상자 405명, 재산피해 1846억원을 기록했다. 수원 일최대강수량 313.6mm.
이 태풍은 1959년의 태풍 사라에 이어 대한민국 역사상 두 번째로 인명 피해가 큰 태풍이었다.
| 순위 | 태풍 번호 | 태풍 이름 | 사망·실종(명) |
| ---- | --------- | --------- | ------------- |
| 1위  | 3693      | 3693호    | 1,232         |
| 2위  | 2353      | 2353호    | 1,157         |
| 3위  | 5914      | 사라      | 849           |
| 4위  | 7214      | 베티      | 550           |
| 5위  | 2560      | 2560호    | 516           |
| 6위  | 1428      | 1428호    | 432           |
| 7위  | 3383      | 3383호    | 415           |
| 8위  | 8705      | 셀마      | 345           |
| 9위  | 3486      | 3486호    | 265           |
| 10위 | 0215      | 루사      | 246           |

| 순위 | 태풍 번호 | 태풍 이름 | 일 최대강수량 | 관측 연월일 | 관측 장소 |
| ---- | --------- | --------- | ------------- | ----------- | --------- |
| 1위  | 0215      | 루사      | 870.5mm       | 2002/8/31   | 강릉      |
| 2위  | 1918      | 미탁      | 556.9mm       | 2019/10/3   | 울진      |
| 3위  | 8118      | 아그네스  | 547.4mm       | 1981/9/2    | 장흥      |
| 4위  | 9809      | 예니      | 516.4mm       | 1998/9/30   | 포항      |
| 5위  | 9112      | 글래디스  | 439.0mm       | 1991/8/23   | 부산      |
| 6위  | 0711      | 나리      | 420.0mm       | 2007/9/16   | 제주      |
| 7위  | 0314      | 매미      | 410.0mm       | 2003/9/12   | 남해      |
| 8위  | 7214      | 베티      | 407.5mm       | 1972/8/20   | 해남      |
| 9위  | 7119      | 올리브    | 390.8mm       | 1971/8/5    | 삼척      |
| 10위 | 9907      | 올가      | 377.5mm       | 1999/8/1    | 동두천    |

## 주요 관측값

### 일최다강수량
- 해남 407.5mm[1]
- 이천 376.0mm
- 완도 325.5mm
- 수원 313.6mm
- 원주 308.3mm
- 서울 273.2mm
- 양평 239.0mm

### 1시간최다강수량
- 해남 80.0mm[1]
- 충주 67.0mm
- 임실 60.0mm
- 완도 59.5mm
- 수원 59.3mm
- 서울 56.8mm
- 이천 54.0mm

### 총 강수량 (8월 18~20일)
- 수원 461.8mm[1]
- 서울 452.4mm
- 이천 431.3mm
- 해남 407.5mm
- 양평 386.5mm
- 인천 364.0mm
- 홍천 349.0mm